# Gonzalo Peña
Gonzalo Peña Zulueta (Las Palmas de Gran Canaria, 3 de junio de 1989) es un actor español; imagen de Trivago  desde 2015.

## Carrera
En 2006, cuando tenía 17 años,  participó en un casting para una película norteamericana. Aunque no fue seleccionado, continuó sus estudios de actuación graduándose en la Escuela de Cine de Nueva York.
Poco después ingresó en el Centro de Educación Artística (CEA) de Televisa, en México. Al egresar del CEA fue convocado por José Alberto Castro para su proyecto, La malquerida, una historia original, protagonizada por Victoria Ruffo y Ariadne Díaz siendo su primera participación en una telenovela donde interpretó el papel de Arturo Torres Gallardo.
En 2015 formó parte del elenco de la telenovela Antes muerta que Lichita donde interpretó el papel de Ángel Vidal junto a Maite Perroni; a finales del mismo año se sumó al elenco de la telenovela El hotel de los secretos, producción de Roberto Gómez Fernández, donde interpreta a Ignacio Alarcón junto a Irene Azuela.
En 2016 tuvo su lanzamiento estelar en la telenovela  Despertar contigo producción de Pedro Damián que se emitió por la pantalla de Televisa y Univision en donde interpretó el papel de Federico Villegas, el villano de la historia.
En 2017 trabaja para la productora Lucero Suárez en la telenovela Enamorándome de Ramón en la cual interpreta a Francisco el antagonista de la historia, junto a José Ron y Esmeralda Pimentel.
En 2018, el productor Nicandro Díaz lo llama para ser coprotagonista de Hijas de la luna junto a Danilo Carrera, Michelle Renaud, Jade Fraser, Omar Fierro y Cynthia Klitbo. A finales del mismo año formó parte del elenco juvenil de la telenovela Amar a muerte producida por Carlos Bardasano, compartiendo créditos con Claudia Martín, Alejandro Nones y Macarena Achaga.
En 2019 obtiene su primer papel protagónico en Cita a ciegas, producción de Pedro Ortíz de Pinedo, compartiendo créditos con Victoria Ruffo, Sofía Garza, Arturo Peniche y Omar Fierro.

## Vida privada

### Problema legal
A inicios de marzo de 2021, la actriz mexicana Daniela Berriel acusó a Peña de ser cómplice de abuso sexual, declarando qué, «el actor estuvo presente al momento de la violación, pero que no intentó detener al agresor ni hizo nada para defenderla». A raíz de esta situación, Peña fue suspendido temporalmente de las grabaciones de la telenovela, ¿Qué le pasa a mi familia?, cuya transmisión había comenzado el 22 de febrero de 2021. Posteriormente el 22 de marzo, el actor fue excluido de la producción por el productor de la misma, y fue reemplazado por Fernando Noriega en su personaje.
En junio, el actor dio una declaración, la cual coincide con la de Daniela Berriel, pero dichas declaraciones no fueron aceptadas por la fiscalía. En 2022 reactivó sus redes sociales y manifestó que había sido declarado inocente. Berriel ya había manifestado que lo había perdonado.
Hasta 2023, se desconoce su paradero y no ha sido convocado para algún papel en televisión, aunque Juan Osorio, productor de la última telenovela en que participó, dijo que estaría dispuesto a incluirlo en un proyecto si decide retomar su carrera actoral.

## Trayectoria
| Año       | Proyecto                   | Personaje                          |
| --------- | -------------------------- | ---------------------------------- |
| 2014      | La malquerida              | Arturo Torres Gallardo             |
| 2015      | Antes muerta que Lichita   | Ángel Vidal                        |
| 2016      | Despertar contigo          | Federico Villegas Duarte           |
| 2016      | El hotel de los secretos   | Ignacio Alarcón                    |
| 2017      | Enamorándome de Ramón      | Francisco Santillán Bustamante     |
| 2018      | Hijas de la luna           | Fernando Ruiz Melgarejo            |
| 2018-2019 | Amar a muerte              | Guillermo «Guille» Carvajal Pineda |
| 2019      | Cita a ciegas              | Marcelo Herrera Toscano            |
| 2021      | ¿Qué le pasa a mi familia? | Mariano Rueda                      |

## Premios y nominaciones

### Premios TVyNovelas
| Año  | Categoría           | Programa      | Resultado |
| ---- | ------------------- | ------------- | --------- |
| 2019 | Mejor actor juvenil | Amar a muerte | Nominado  |